# كوش‌ نامه
كوش نامه (الفارسية: کوش‌نامه)، هي قصيدة ملحمية فارسية وجزء من التاريخ الأسطوري لإيران كتبها حكيم أبو الخير إيرانشاه بين عامي 501-04/1108-1111.

## المخطوطة والخلفية
توجد طبعة نقدية للقصيدة مبنية على مخطوطة فريدة من نوعها للعمل في مجموعة محفوظة في المتحف البريطاني (OR 2780) ونُشرت في طبعة نقدية من البروفيسور جلال ماتيني، وفي ترجمة إنجليزية بواسطة كافيه إل همت.
تحتوي مجموعة المخطوطات على خمس قصائد ملحمية: غارشاسب نامه لأسدي طوسي، شاهنشاه نامه لأحمد التبريزي، تاريخ تشانكيز خان وجاني شين نامه "تاريخ جنكيز خان وخلفائه"، بهمن نامه، وكوش نامه . كان المخطوط يحتوي في الأصل أيضًا على الشاهنامه، ومع ذلك، تم فصل هذا الجزء عن بقية المخطوطة.
من المرجح أن يكون جزء كبير من الملحمة مبنيًا على نص أو أكثر من النصوص النثرية الفارسية الوسطى. تحتوي هذه المخطوطة على 10129 بيتًا شعريًا وتحتوي على بعض الأخطاء النسخية. يمكن تقسيم النص إلى مقدمة، وقصة إطارية عن ملك يدعى كوش (مختلف عن الشخصية الرئيسة)، وقصة إطارية ثانية عن الإسكندر الأكبر، والسرد الرئيس الذي يحكي قصة كوش ذو الأنياب ومعاركه مع أبتين وفريدون ومغامراتهم في الصين وكوريا والمغرب وشبه الجزيرة الأيبيرية.
تبدأ المقدمة (الأسطر 1-226) بالتقليد المعتاد المتمثل في تمجيد الله. وبعد ذلك، يشير المؤلف إلى كتاب "بهمن نامه" باعتباره عمله السابق. ثم يذكر أسباب تأليفها وينتهي بالثناء على صاحبها. تدور القصة حول حياة كوش المليئة بالأحداث (أو بالفارسية: بيلجوش ، "الأذن الفيلية")، إن ابن كوش هو شقيق الملك الضحاك. يُقال إن كوش ذي أنياب، وعاش لمدة 1500 عام. هذه الملحمة الشعرية مُهداة إلى السلطان السلجوقي مالك شاه الأول (حكم 498-511/1105-1118). اسم الكاتب لا يظهر في العمل.

## القصة
يتناول العمل أحداثًا تجري في عهد الملوك الأسطوريين لإيران، الشرير ضحاك والبطل فريدون. في قسم في البداية، تتناول القصة البطولة والانتصارات والخداع والخيانة التي تبديها شخصية كوش ذي الأنياب. كما ورد في القصة ادعاء أن كوش ذو الأنياب هو إلهي. تبدأ الحكاية مع ملك التنين الشيطاني الضحاك الذي كان على وشك قتل جمشيد. يتنبأ الضحاك بأن شخصًا من سلالة جمشيد الملكية سوف ينتقم لموته. ولكي يتغلب على هذا التوقع، يرسل ضحاك أخاه كوش إلى تشين (أجزاء من الصين وآسيا الوسطى في الأساطير الفارسية) للتخلص من نسل جمشيد. ويحتفظ هؤلاء الأبناء في حوزتهم بكتاب يسمى "أندرز جمشيد" ("وصية جمشيد")، وهو كتاب يتنبأ بالأحداث في مستقبل العائلة وينصحهم بما يجب عليهم فعله عندما يحدث ذلك. وبناءً على نصيحة هذا الكتاب، فإن أحفاد جمشيد ظلوا مختبئين، يتجولون في الغابات ويبقون بعيدًا عن متناول كوش. أثناء البحث عن أحفاد جمشيد، تعثر كوش على قبيلة الحجاج (حرفيًا، "ذوي الأذنين الفيلية"). يحارب هذه القبيلة ويأخذ امرأة من القبيلة كعروسة له. أنجبت له المرأة ابنًا ذو آذان مثل آذان الفيل وأنيابه. ولكن عندما يرى كوش الوجه البشع لابنه، فإنه يطير في موجة من الغضب. يقتل زوجته لأنها ولدت مثل هذا المخلوق الشيطاني. وبعد ذلك، تخلى عن ابنه في الغابة التي كانت مخبأ لبيت جمشيد.
خلال هذا الوقت، ظهر أبتين، الجيل الثالث من سلالة جمشيد (جمشيد > نوناك > ماهارو > أبتين) في القصة. توفر زوجة أبتين المأوى لابن كوش ذي الأنياب وصاحب الأذنين الفيلية، فيتربى في عائلة أبتين. ويُظهر الطفل أمثلة غير عادية للقتال الجسدي ويقاتل لفترة من الوقت ضد والده كوش في جيش أبتين. ومع ذلك، بمجرد أن يتعرف كوش وابنه على بعضهما البعض، فإنهما يجمعان قواهما ضد أبتين. عشيرة أبتين التي تتعرض الآن للهجوم من كوش وابنه تستشير سجلات جمشيد. وتنصحه السجلات بأنه عندما يجد نفسه في ورطة، يجب عليه أن يلجأ إلى ملك ماشين (الصين الداخلية في الأدب الفارسي). تتكون ماشين نفسها من قسمين: الأول يقع على حدود تشين ويحكمه ملك يدعى بهاك؛ والثاني عبارة عن جزيرة تقع على بعد شهر من السفر ويحكمها الملك تيهور.
يستقبل تيهور أبتين بحفاوة بالغة، ويقيم في الجزيرة التي يشار إليها في الكتاب باسم باسيلا، وكوه، وجزيرة. ويتزوج أبتين أيضًا من ابنة تيهور التي تدعى ابنة فارانج. أثناء إقامته في الجزيرة، يرى أبتين حلمًا يخبره بالذهاب إلى إيران. توضح هذه الحلقة الأهمية المتكررة للأحلام في الملحمة. وبموافقة تيهور، أبحر أبتين وفارانج بمساعدة بحار قديم لمدة أربعة عشر شهرًا ووصلوا إلى بحر جيلان وآمل (ربما كان المقصود بحر قزوين). في إيران، أنجبت فرارانج البطل الإيراني فريدون. عندما يصل الطفل إلى سن الرابعة، يأتمن والده، من خلال حلم، فريدون على شخص يدعى سلكات، قائد القلعة في دماوند التي لم يتمكن الضحاك من الاستيلاء عليها. وبعد ذلك، تمكن عملاء الصحاك من القبض على أبتين وقتله. عندما علم كوش ذو الأنياب بلجوء أبتين إلى جزيرة الجزيرة، وزواجه من فارانج، وعودته إلى إيران، وضع خططًا للاستيلاء على الجزيرة. على الرغم من أن الجزيرة التي يحكمها تيهور لم تُغزا لمدة 3000 عام، إلا أنه استولى عليها بمكر. وبعد ذلك، قام فعليا بتدمير الجزيرة بأكملها. في هذا الوقت، وصلت أخبار القبض على الضحاك على يد فريدون إلى كوش، فعاد كوش إلى تشين. يُقيد فريدون الضحاك في يده وقدميه، ويضع نيرًا حول رقبته، ويسجنه في جبل دماوند. بعد هزيمة الضحاك، قرر فريدون وضع حد لطغيان كوش ذي الأنياب في تشين. يرسل فريدون جيشًا إلى تشين لهزيمة كوش والقبض عليه، لكن الجيش يتم تغيير مساره. وفي هذه الأثناء، يقوم كوش ببناء مدينة باسم كوشان في الأراضي الواقعة وراء نهر جيحون. ويأمر كوش ببناء تمثال له في المدينة، ويجبر السكان على عبادته. في النهاية، يرسل فريدون قاران (من البيت الفرثي من كارين) إلى أرض تشين مع جيش ضخم. ينتصر جيش فريدون، ويسيطر قاران على كوش في قتال بالأيدي. يُرسل كوش إلى إيران، ويُسجن بجوار الضحاك في دماوند. يُسجن كوش لمدة أربعين عامًا حتى هجوم جيوش من الحبشة والنوبة (التي أطلق عليها المؤلف اسم مازندران ولا ينبغي الخلط بينها وبين مقاطعة مازندران في إيران) قادمين من المغرب ويتقدمون إلى مصر. في هذا الوقت، يلجأ سكان المنطقة إلى طلب المساعدة من فريدون. يرسل فريدون قواته الإيرانية إلى هناك، لهزيمة الجيوش القادمة من الجنوب. ولكن بمجرد رحيل تلك القوات، تعود الجيوش القادمة من الجنوب وتهاجم سكان المغرب ومصر.
وفي اجتماع فريدون مع مستشاريه، توصلوا إلى إجماع على ضرورة إرسال طاغية قاسٍ إلى الغرب. الاختيار بالإجماع هو كوش، الذي تم تحريره من القيود وإحضاره أمام فريدون. يطلب كوش المغفرة من فريدون، ويقسم على أن يكون خادمًا مخلصًا لملك إيران. يتم كتابة إعلان يشهد عليه النبلاء، حتى يتم احترام العهد. ثم تم إرسال كوش على رأس الجيش إلى مصر وشمال أفريقيا. ويهزم العدو ويسترجع الغنائم إلى فريدون. كما أسس كوش عدة مدن جديدة في المنطقة. لكن كوش يخرق عهده مع فريدون ويثور ضده علانية. يقتل أعضاء جيشه الإيرانيين، ويأمر كل بيت بوضع تمثال له وعبادته يوميًّا. من أجل إخضاع كوش، أرسل فريدون ابنه سالم لقهر كوش. سالم يهزم جيش كوش، لكن كوش يهرب إلى الغرب. وفي هذه الأثناء كان أبناء فريدون الثلاثة، طُور [الإنجليزية] وإيراج وسالم، يتقاتلون علانية. يُطالب إيراج بالجزية من شقيقيه الآخرين، وهما من ناحية أخرى يتحالفان مع كوش. معًا، يقوم الأخوة بقتل إيراج ويقسمون العالم مع كوش، ويستولون على بعض الأراضي من فريدون. لكن منوشهر بن إيرج يسعى للانتقام لأبيه ويذهب بجيش كبير إلى معركة ضد طور وسالم وكوش. يتوجه منوشهر بجيش كبير إلى المعركة ضد ابنيه وكوش. يُقتل طور وسالم في المعركة، ويصيب منوشهر كوش بهراوة برأس الثور. وتمكن كوش الجريح من الفرار إلى خوانوران (الشرق)، والسيطرة على المنطقة. أصبح كوش قويًا جدًا مرة أخرى وجمع جيشًا هائلًا. وحكم هذه الأراضي لفترة طويلة. خلال هذه الحقبة من القصة، هاجمت الجيوش من الحبشة والنوبة إيران مرة أخرى. يذهب كوش إلى المعركة ضد هذه الجيوش لكنه لا يحقق النجاح. في هذه الحقبة أصبح كايكاوس الآن ملكًا لإيران. أقنع كوش الحاكم الإيراني بالذهاب إلى الحرب، إلا أن القوات المشتركة لكوش والجيش الإيراني لم تكن كافية لهزيمة جيوش الحبشة والنوبة. ومع ذلك، يتم إرسال البطل الأسطوري العظيم رستم إلى المنطقة ويهزم جيوش الحبشة والنوبة. هذا الجزء من الملحمة قريب جدًا من رواية الفردوسي لمهمة رستم إلى مازندران (الحبشة والنوبة).
وعلى الرغم من النكسات العديدة التي واجهها، ظل كوش مصممًا على طموحاته الدينية وإعلانه الألوهية. أثناء رحلة صيد، انفصل عن طاقمه وفقد طريقه. وفي طريقه، توقف عند منزل. فيدعوه صاحب القصر الحكيم، وهو رجل تقيّ، ويسأله: ما اسمه؟ فيجيب كوش: "أنا الرب، واهب الخبز اليومي والمرشد"!. ويرى المالك أن الفكرة مثيرة للسخرية، ويتخلى كوش في النهاية عن ادعائه بالألوهية، ويتوب. في المقابل، أجرى المالك، الذي كان أيضًا طبيبًا خبيرًا، عملية جراحية على وجه كوش حتى يعود إلى شكله البشري. ويقضي كوش 46 عامًا في تعلم مجموعة متنوعة من التخصصات. ثم يقنع الحكيم كوش بالعودة إلى وطنه. يعود كوش إلى وطنه ويشجع الجميع على عبادة الله. تنتهي القصة بحقيقة أن السيد الحكيم كان من نسل جمشيد، وكان يعطي قصة كوش بيل داندان للإسكندر.

## طالع أيضًا
- بهمن نامه
- فردوسي
- فرمرز نامه
- الأدب الفارسي
- شاهنامة

## ملحوظات
1. ↑  "كوش‌ نامه". الموسوعة الإيرانية (بالإنجليزية).
2. ↑  J. Matini (2004), "Kushnama" in T. Daryaee and M. Omidsalar, "The Spirit of Wisdom: Essays in Memory of Ahmad Tafazolli", Mazda Publishers.
3. ↑  Iranshah; Hemmat, Kaveh L. (Jul 2022). Lee, Hee Soo (ed.). The Kushnameh: The Persian Epic of Kush the Tusked (بالإنجليزية). University of California Press. ISBN:978-0-520-38530-6. Archived from the original on 2024-12-04.
4. ↑  Elaine Wright, “Firdausi and More: A Timurid Anthology of Epic Tales,” in Shahnama: The Visual Language of the Persian Book of Kings, edited by Robert Hillenbrand, 65-84 (Burlington: Ashgate, 2004)
5. ↑  Saghi Gazerani, “Kush-e Pildandān, the Anti-Hero: Polemics of Power in Late Antique Iran,” Iranian Studies 52, no. 5–6 (2019): 859–901